# Finché c'è vita c'è speranza
Finché c'è vita c'è speranza è un cortometraggio del 2016 scritto e diretto da Valerio Attanasio ed ha come protagonisti Dario Aita, Nina Torresi, Francesco Acquaroli, Stefano Fresi.

## Trama
Antonio e Giulia sono due quasi trentenni che convivono da qualche anno. Un giorno lui le chiede di sposarlo, ma la risposta di lei non è così entusiastica: economicamente parlando non se lo possono permettere. Antonio prova a tranquillizzarla: hanno due lavori precari ma unendo le forze e i rispettivi stipendi ce la possono fare. E poi ci sono sempre le famiglie che certamente li aiuteranno. Quando però comunicano la decisione di sposarsi ai rispettivi genitori, la reazione non è quella che si aspettavano. Le famiglie mettono subito le mani avanti: soldi per aiutarli non ce n'è. Nel frattempo Giulia scopre di essere incinta e così i due sono costretti a rimandare il matrimonio per utilizzare le poche risorse per il nascituro. Quando però ad Antonio viene improvvisamente comunicato che non solo non riceverà l'aumento sperato ma che il suo contratto non sara' rinnovato, le cose iniziano a complicarsi davvero.

## Distribuzione
Il film è stato distribuito in sala nel febbraio 2018 in Russia, nell'ambito della rassegna Italian Best Shorts.

## Riconoscimenti
- 2016 - Giffoni Film Festival
  - Premio Giffoni Parental Control
  - Premio Grifone Parental Control (miglior corto)
- 2016 - Roma Creative Contest
  - Premio miglior attore a Dario Aita
- 2016 - Festival Corti senza frontiere
  - Premio per il miglior interprete a Nina Torresi